# Tylenol

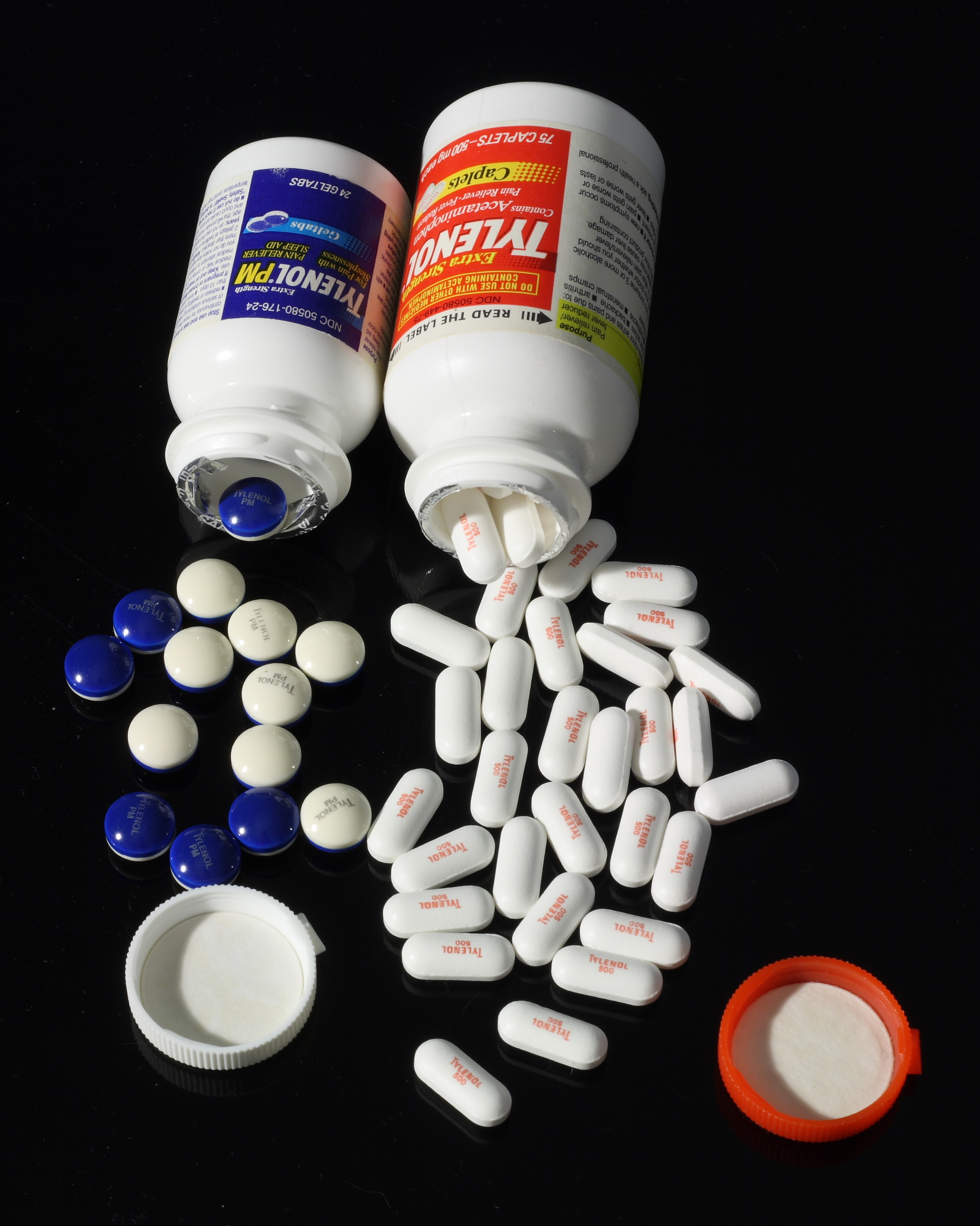
Pastile de Tylenol

Tylenol-ul este un medicament folosit în Statele Unite, care conține o doză mare de acetaminofen (paracetamol), fiind folosit pentru reducerea durerii și a febrei. 
În Statele Unite este vândut fără prescripție medicală. Varianta Extra Strong a acestui medicament va conține de acum înainte un avertisment, după ce cercetătorii au aflat de efectele negative grave ale dozelor mari de paracetamol, scrie New York Daily News. Comercializate de firma Johnson & Johnson, cutiile cu Tylenol în variantă concentrată vor avea o etichetă specială, începând cu luna octombrie.
Anual, între 55.000 și 80.000 de pacienți din SUA ajung la urgență, după ce iau supradoze de paracetamol. Cel puțin 500 dintre aceștia nu mai pot fi salvați, anunță o statistică.